# 扎韋特諾耶區
47°07′02″N 43°53′27″E / 47.11722°N 43.89083°E
扎韋特諾耶區（俄語：Заве́тинский райо́н）是俄羅斯的一個區，位於該國西南部，由羅斯托夫州負責管轄，面積3,000平方公里，2010年人口17,250，人口密度每平方公里5.75人。